# Olympische Winterspiele 1988/Teilnehmer (Luxemburg)
Luxemburg nahm an den Olympischen Winterspielen 1988 im kanadischen Calgary erstmals seit 1936 wieder an Winterspielen teil. Für Luxemburg startete der gebürtige Österreicher Marc Girardelli.

## Teilnehmer nach Sportarten

### Ski Alpin
- Marc Girardelli
Abfahrt → 9. (+ 2,96 s)
Super-G → DNF
Riesenslalom → 20. (+ 5,42 s)